# Foz-Calanda
Foz-Calanda – gmina w Hiszpanii, w prowincji Teruel, w Aragonii, o powierzchni 37,87 km². W 2014 roku gmina liczyła 269 mieszkańców.